# Леандер (Техас)
Лиандер (англ. Leander, /liˈændər/) — город в США в округах Уильямсон и Травис штата Техас.
Его население составляло 59 202 человека по переписи 2020 года и 87 511 человек по оценке переписи 2024 года. Расположенный к северу от Остина и являющийся частью агломерации Большой Остин, Лиандер был самым быстрорастущим городом в США в период с 2018 по 2019 год.

## История
Лиандер был основан в 1882 году на земле, проданной компанией Austin and Northwestern Railroad потенциальным гражданам. Город был назван в честь Лиандера «Кэтфиша» Брауна, одного из железнодорожных чиновников, ответственных за завершение строительства линии.

## Демография
| Год переписи                    | Нас.  |  | %±     |
| ------------------------------- | ----- |  | ------ |
| 1980                            | 2179  |  | —      |
| 1990                            | 3398  |  | 55,9%  |
| 2000                            | 7596  |  | 123,5% |
| 2010                            | 26521 |  | 249,1% |
| 2020                            | 59202 |  | 123,2% |
| 2024                            | 87511 |  | 47,8%  |
| 1980–2024 U.S. Decennial Census |       |  |        |

| Раса                                            | Номер  | Процентное соотношение |
| ----------------------------------------------- | ------ | ---------------------- |
| Белые американцы (NH)                           | 33,905 | 57.27%                 |
| Афроамериканцы (NH)                             | 2,856  | 4.82%                  |
| Коренные народы США или Коренные аляскинцы (NH) | 207    | 0.35%                  |
| Американцы азиатского происхождения (NH)        | 5,884  | 9.94%                  |
| Американцы тихоокеанского происхождения (NH)    | 66     | 0.11%                  |
| Некоторые другие расы (NH)                      | 339    | 0.57%                  |
| Американцы смешанных рас (NH)                   | 2,858  | 4.83%                  |
| Латиноамериканцы США                            | 13,087 | 22.11%                 |
| Всего                                           | 59,202 |                        |